# دم‌بادبزنی سرآبی
دم‌بادبزنی سرآبی (نام علمی: Rhipidura cyaniceps) نام یک گونه از سرده دم‌بادبزنی است.